# Mesobaena rhachicephala
Espèce
Mesobaena rhachicephala est une espèce d'amphisbènes de la famille des Amphisbaenidae.

## Répartition
Cette espèce est endémique du Pará au Brésil.

## Publication originale
- Hoogmoed, Pinto, Da Rocha & Pereira, 2009 : A new species of mesobaena mertens, 1925 (squamata: amphisbaenidae) from brazilian guiana, with a key to the amphisbaenidae of the guianan region. Herpetologica, vol. 65, n. 4, p. 436 (« texte intégral »(Archive.org • Wikiwix • Archive.is • Google • Que faire ?)).